# Bristol 408
Attention : article traduit automatiquement de l'article en anglais, nombreux anglicismes et tournures incorrectes à chaque phrase.

La Bristol 408 est une voiture de luxe fabriquée par la marque anglaise Bristol Cars entre 1963 et 1966. Exceptionnel pour Bristol, une version légèrement révisée a été lancée en 1965 sous le nom de 408 Mark II.
Mécaniquement, la Bristol 408 était identique à son prédécesseur la 407, qui fut un symbole de renouveau pour Bristol, alimentée par un moteur Chrysler V8 et par une transmission automatique. Cependant, à l'extérieur, il y avait quelques changements majeurs. Le style frontal de la 407 – qui avait été reporté des six cylindres 406 et 405 – a été écarté et on trouve maintenant une calandre rectangulaire avec des barres horizontales prononcées. Un autre changement majeur a été les clignotants qui sont larges et rectangulaires sur les 408, contrairement aux petits feux ronds de la 407.

## 408 Mark II
Pour des raisons de sécurité, la commande de la boite de vitesses automatique à boutons-poussoirs a été remplacée par un levier de sécurité pour l'empêcher de sortir de la position "Stationnement" par accident. Les boutons de sélection de vitesse ont été remplacés par des boutons rectangulaires au lieu de boutons ronds. La transmission est faite avec un alliage de fonte et est plus légère de 30 kg que celle de la précédente Bristol à huit cylindres.
Le moteur de la 407 et de la 408 avait une cylindrée de 5 100 cm3, tandis que la 408 Mark II avait une cylindrée de 5 211 cm3
Comme pour toute berline Bristol depuis la 404, un compartiment accessible par un panneau articulé entre l'avant de la porte du conducteur et l'arrière du passage de roue avant loge la batterie, le panneau de fusibles, le moteur de l'essuie-glace et le servo des freins. Un panneau similaire de l'autre côté de la voiture abrite la roue de secours et le cric.